# Municipio de Whitpain
El municipio de Whitpain  (en inglés: Whitpain Township) es un municipio ubicado en el condado de Montgomery en el estado estadounidense de Pensilvania. En el año 2000 tenía una población de 18.562 habitantes y una densidad poblacional de 554,6 personas por km².

## Geografía
El municipio de Whitpain se encuentra ubicado en las coordenadas 40°09′21″N 75°17′02″O / 40.15583, -75.28389.

## Demografía
Según la Oficina del Censo en 2000 los ingresos medios por hogar en la localidad eran de $88,933 y los ingresos medios por familia eran $103,613. Los hombres tenían unos ingresos medios de $68,125 frente a los $44,079 para las mujeres. La renta per cápita para la localidad era de $41,739. Alrededor del 3,1% de la población estaban por debajo del umbral de pobreza.